# Treni strettamente sorvegliati (romanzo)
Treni strettamente sorvegliati (Ostre sledované vlaky) è un romanzo di Bohumil Hrabal, pubblicato in ceco nel 1965. 

## Storia editoriale
La prima edizione in italiano uscì nel 1982 per le Edizioni e/o di Roma, tradotta e curata da Sergio Corduas 1982, corredata dalla postfazione di Corduas Hrabal ferroviere di dio e da un'intervista con l'autore intitolata L'ironia praghese.
Il traduttore spiega di avere scelto di utilizzare lo stesso titolo italiano del film tratto dal romanzo, sebbene non ne costituisca la traduzione letterale ("Treni acutamente seguiti", che significa "Treni con precedenza assoluta").

## Trama
La Seconda guerra mondiale volge al termine quando, nella Cecoslovacchia occupata dai nazisti, il giovane ferroviere Miloš, dipendente non retribuito,  aspetta con ansia un altro incontro con la fidanzata Màša. Nel primo incontro, nonostante all'inizio fosse "stato uomo", al momento fatale, la sua virilità è "sfiorita come un giglio". Provocandogli una delusione così profonda, da spingerlo a tagliarsi le vene. Salvato in extremis, dalla vasca piena d'acqua calda, in cui giaceva ormai privo di sensi, curato e portato da un medico, Miloš scopre di soffrire di "eiaculatio precox". La narrazione si svolge nell'attesa del secondo imminente incontro. Intanto i treni vanno e vengono. Attraversano la stazione. Portano munizioni, carri armati e soldati al fronte. Tornano con i vagoni mitragliati, carichi di feriti e morti, accatastati come bestiame. La profonda tristezza e la violenza emanata dal mondo guerriero, dominato dai soldati tedeschi, viene contrappuntata dal sarcasmo e dal pressappochismo dei personaggi cechi - colleghi di Miloš - coinvolti nei più improbabili scandali sessuali. Il capo manovra Hubička (boccuccia), noto sciupafemmine, ma segretamente aggregato alla resistenza partigiana, finisce sotto inchiesta per aver timbrato le chiappe della collega telegrafista. Il capostazione viene sorpreso dagli ispettori con la divisa coperta dal guano dei piccioni, che alleva con attenzioni paterne. Lo stesso Miloš - per rimettere alla prova la propria virilità - cerca inutilmente di farsi "scozzonare" dall'anziana moglie del capostazione, la quale gli sfugge, sostenendo che lo avrebbe aiutato volentieri, se non fosse ormai sedata dalla menopausa. Finalmente giunge la mezzanotte, sta per arrivare il treno, carico di armi e munizioni, diretto al fronte. Il capo manovra attende la staffetta partigiana che deve portare la bomba con cui farlo saltare. Viktoria Freie (Vittoria Libera) irrompe nella stazioncina con l'esuberanza della giovinezza e l'eccitazione della clandestinità. Consegna la bomba, si concede a Miloš, che si sente uomo e conquista - nella stessa notte in cui gli alleati bombardano Dresda a morte - l'agognata virilità sessuale e il coraggio di aggregarsi ai partigiani. Miloš porta la bomba sul semaforo che sovrasta il treno e la lascia cadere nel vagone aperto, carico di esplosivo. Ma un soldato lo vede e spara. Anche Miloš spara. Cadono sui binari. In un finale che vira al tragico il treno esplode, Dresda viene distrutta e due uomini che - se si fossero "incontrati da qualche parte, in borghese" forse si sarebbero voluti bene - muoiono insieme senza motivo: "Dovevate starvene a casa, seduti sul culo..."

## Adattamento cinematografico
Dal romanzo è stato tratto il film Treni strettamente sorvegliati (Ostře sledované vlaky) del 1966 diretto da Jiří Menzel, vincitore dell'Oscar al miglior film straniero e presentato fuori concorso al 20º Festival di Cannes.

## Considerazioni
Durante la creazione di Treni strettamente sorvegliati Bohumil Hrabal si è ispirato a eventi realmente accaduti nel periodo del Protettorato di Boemia e Moravia, riprendendo episodi di guerriglia partigiana del gruppo Podřipsko vicino alla stazione di Lossy. Allo stesso tempo, nel libro si riflette l'esperienza delle piccole stazioni ferroviarie, in cui ha svolto il lavoro di spedizioniere, durante la seconda guerra mondiale. Hrabal ci propone una lettura in chiave sardonica degli imbarazzi di un giovane che raggiunge la maggiore età in un ambiente particolarmente innocente e arretrato nella provincia ceca. L'umorismo si colora di nero quando sulla scena irrompono morte, violenza e caos che seguono la guerra. Il finale straniato lascia poco spazio alla speranza. Morire si muore, anche se Màša, la fidanzata di Miloš e "Mutti", la moglie del soldato, li aspettano.

## Edizioni italiane
- Bohumil Hrabal, Treni strettamente sorvegliati, illustrazioni di Aleš Jiránek, cura e traduzione di Sergio Corduas, in appendice L'ironia praghese, intervista con Bohumil Hrabal e Hrabal, ferroviere di Dio, di Sergio Corduas, Roma, Edizioni e/o, 1982.
- Bohumil Hrabal, Treni strettamente sorvegliati ; Ho servito il re d'Inghilterra, illustrazioni di Aleš Jiránek, traduzione di Sergio Corduas (Treni strettamente sorvegliati) e Giuseppe Dierna (Ho servito il re d'Inghilterra), Roma, Edizioni e/o, 1986.
- Bohumil Hrabal, Treni strettamente sorvegliati, Torino, Einaudi, 2006, ISBN 978-88-06-18151-2.